# John Hellawell
John Rodney Hellawell (20 tháng 12 năm 1943 – 2019) là một cầu thủ bóng đá người Anh thi đấu ở vị trí tiền đạo tầm xa.

## Cuộc sống ban đầu và cá nhân
Sinh ra ở Keighley, Hellawell học tại St Bede's Grammar School. Anh trai của ông Mike cũng là một cầu thủ bóng đá, thi đấu cho Anh ở cấp độ quốc tế.

## Sự nghiệp
Hellawell có 68 lần ra sân ở Football League cho Bradford City, Rotherham United, Darlington và Bradford Park Avenue. Sau đó ông thi đấu bóng đá hạng thấp cùng với Bromsgrove Rovers.

## Cuộc sống sau đó và cái chết
Ông mất năm 2019 ở tuổi 75.